# بول راي سميث
بول راي سميث (بالإنجليزية: Paul Ray Smith)‏ (24 سبتمبر 1969 في إل باسو، الولايات المتحدة - 4 أبريل 2003 في بغداد، العراق) كان رقيب من الدرجة الأولى في الجيش الأمريكي الذي تم تكريمه بعد وفاته بمنحه ميدالية الشرف لأفعاله في عملية حرية العراق. خلال خدمته مع المجموعة ب من الكتيبة الهندسية الحادية عشرة من فرقة المشاة الثالثة في بغداد بالعراق تعرض فريقه لهجوم من قبل مجموعة من المقاتلين العراقيين وبعد معركة نارية قصيرة قتل بنيران عراقية. لأفعاله خلال هذه المعركة أوصي وتمت الموافقة على منحه وسام الشرف. بعد ذلك بعامين قدمت الميدالية إلى جانب وسام الشرف المعتمد حديثا إلى أسرته وتحديدا ابنه البالغ من العمر 11 عاما ديفيد في احتفال في البيت الأبيض من قبل رئيس الولايات المتحدة جورج دبليو بوش.

## السيرة العسكرية
خدم خلال حرب الخليج الثانية.
كجزء من غزو العراق عام 2003 تم تعيينه في المجموعة ب من الكتيبة الهندسية الحادية عشر من فرقة المشاة الثالثة. كانت مجموعته تدعم الكتيبة الثانية من فوج المشاة السابع حيث سارت طريقها عبر فجوة كربلاء عبر نهر الفرات ومطار صدام الدولي في بغداد. في 4 أبريل 2003 تم تعيين قوة قوامها مائة رجل لمنع الطريق السريع بين بغداد والمطار على بعد ميل واحد من شرق المطار. بعد معركة قصيرة تم القبض على العديد من العراقيين. رصد سميث ضميمة مسورة بالقرب من برج يطل عليها. وضع هو وفريقه حول بناء يوجد به أسرى حرب. استخدم سميث وستة عشر رجلا آخرين مركبة قتال مدرعة (على غرار جرافة) لضرب حفرة في الجدار الجنوبي للفناء. على الجانب الشمالي كانت هناك بوابة معدنية قام سميث بتعيين العديد من الرجال لحراستها. لاحظ هؤلاء الرجال ما بين خمسين إلى مائة مقاتل عراقي الذين اتخذوا مواقع في الخنادق فقط وراء البوابة. استدعى المركبة القتالية أم2 برادلي لمهاجمتهم. جاءت ثلاث ناقلات بشرية مدرعة من طراز إم-113 لدعم الهجوم. أصيبت إم-113 ربما بقذيفة هاون وأصيب جميع أفراد الطاقم الثلاثة. انسحبت المركبة برادلي التي تضررت لإعادة تحميلها بهدوء من المعركة. نظم سميث عملية إجلاء أفراد الطاقم من طراز إم-113. ومع ذلك وراء الفناء كانت محطة مساعدة عسكرية مزدحمة بمائة قتيل. لحمايته من التجاوز اختار سميث القتال بدلا من الانسحاب مع الجرحى.
في الوقت نفسه اتخذ بعض المقاتلين العراقيين موقعا في البرج المطل على الفناء فوق الحائط الغربي مباشرة. أمطر العراقيون الأمريكيين في الفناء بوابل من النيران. تولى سميث قيادة إم-113 وأمر السائق بإعادة تموضعها حتى يتمكن من مهاجمة كل من البرج والخنادق. تولى إطلاق النيران من الرشاش وأنهى ثلاثة صناديق من الذخيرة. هاجم فريق منفصل برئاسة الرقيب الأول تيم كامبل البرج من الخلف مما أسفر عن مقتل العراقيين. مع انتهاء المعركة سكت رشاش سميث. عثر عليه رفاقه منهار في فتحة البرج وقد ثقبت سترته المدرعة من الأمام والخلف بثلاثة عشر رصاصة. (لم تكن إم-113 مزودة بدروع واقية من طراز أكاف التي كانت قياسية منذ حرب فيتنام وفي وقت لاحق من النزاع في العراق تم إدخال مسدسات حديثة). لكن الإصابة المميتة كان الأخيرة من فوق البرج حيث دخلت رقبته ومرت عبر دماغه مما أسفر عن مقتل الرقيب سميث.
قبل نشره في العراق كتب سميث إلى والديه: «هناك طريقتان للعودة إلى المنزل إما التخلي عن الطائرة أو مغادرة الطائرة ولا يهم كيف أعود إلى المنزل لأنني مستعد لتقديم كل ما لدي لضمان أن جميع أولادي بأمان في الوطن». تم حرق جثمان سميث ونثر رماده في خليج المكسيك حيث كان يحب الأسماك. لديه علامة تذكارية في مقبرة أرلينغتون الوطنية بأرلنغتون ويمكن العثور عليها في القسم التذكاري د.